# Sadik Hakim
Sadik Hakim, (Duluth, 1919. július 15. – New York, 1983. június 20.) amerikai dzsesszzongorista, zeneszerző.

## Pályafutása
Az Argonne név állítólag az első világháborús részvétele során ragadt rá. Nagyapja tanította zenére. Először helyben játszott, mielőtt Chicagóba költözött.
1944-ben Chicagóban a tenorszaxofonos, Ben Webster hallgatta meg, aki New Yorkba vitte, hogy zenekara zongoristája legyen. A következő évben feltűnt néhány Charlie Parker-felvételen a Savoy Recordsnál. 1946-tól 1948-ig egy másik szaxofonossal, Lester Younggal turnézott.
1947-ben változtatta a nevét a muszlim Sadik Hakimra. Az 1950-es években Kanadában Louis Metcalffal játszott. Turnézott James Moody-val és tagja volt Buddy Tate zenekarának (1956–60). Debütáló lemeze 1962-ben született a Charlie Parker Records számára. 1966 körül Montréalba költözött, ahol éjszakai klubokban játszott. Egy évig turnézott Európában. Trióban játszott egy duluthi fesztiválon (1976), majd visszatért New Yorkba. 1979–80-ban Japánban turnézott. 1973-ban zenekarvezetőként készített lemezeket. Azt állította, hogy ő írta az „Eronelt”, amelyet általában Thelonious Monk kompozíciónak tartanak.
Hakim 1983. június 20-án halt meg New Yorkban. A lánya, Louise Hakim, aki ruhatervező Hawaiin.

## Albumok
- Sadik Hakim Plays Duke Ellington (1975)

- Lester Young: The Complete 1936–1951 Small Group Sessions, Vol. 4 (1975)
- Lester Young: The Complete Aladdin Recordings of Lester Young (1975)
- Charlie Parker: The Genius Of Charlie Parker (1945–1948)
- Charlie Parker: The Charlie Parker Story (1945)
- Dexter Gordon: Dexter Rides Again (1945–1947)
- Eddie Lockjaw Davis: 1946–1947
- Eddie Jefferson: There I Go Again (1953–1969)
- James Moody: Moody’s Mood For Blues (1954–1955)

## Fordítás
Ez a szócikk részben vagy egészben  a   Sadik Hakim című angol Wikipédia-szócikk ezen változatának fordításán alapul.  Az eredeti cikk szerkesztőit annak laptörténete sorolja fel. Ez a jelzés csupán a megfogalmazás eredetét és a szerzői jogokat jelzi, nem szolgál a cikkben szereplő információk forrásmegjelöléseként.